# Gulou, Peking
Gulou (kinesiska: 鼓楼, 鼓楼街道) är ett stadsdelsdistrikt i Kina. Det ligger i stadsdistriket Miyun i Pekings storstadsområde, i den norra delen av landet, omkring 61 kilometer nordost om stadskärnan. Antalet invånare är 104 479. Befolkningen består av 52 488 kvinnor och 51 991 män. Barn under 15 år utgör 13,0 %, vuxna 15-64 år 79 %, och äldre över 65 år 7,0 %.